# Форбс, Артур, 9-й граф Гранард
Артур Патрик Гастингс Форбс, 9-й граф Гранард (англ. Arthur Patrick Hastings Forbes, 9th Earl of Granard; 10 апреля 1915 — 21 ноября 1992) — британский пэр.

## Происхождение и образование
Он родился 10 апреля 1915 года . Старший сын Бернарда Форбса, 8-го графа Гранарда (1874—1948), и Беатрис (урожденной Миллс) Форбс, графини Гранард (1883—1972), дочери бизнесмена Огдена Миллса.
Он получил образование в Итонском колледже и в Тринити-колледже Кембриджа. Он получил степень бакалавра Кембриджского университета в 1937 году.

## Карьера
Участник Второй мировой войны и упоминался в депешах. 31 октября 1939 года он был назначен воздушным атташе в Румынии, получив звание командира звена. Он использовал свой собственный самолет Percival Q6, чтобы перелетать, часто тайно, британских подданных и других дипломатов, сбежавших из Польши во время немецкого вторжения, из Черновцов в Северной Румынии (ныне Черновцы на Украине) в Бухарест и далее в Грецию или Турцию . 30 октября 1940 года он был назначен заместителем воздушного атташе в Греции. Позже во время войны он работал советником государственного министра по Ближнему Востоку . После войны он был назначен воздушным атташе во Франции.
Среди его наград были Крест британских ВВС, Французский Орден Почетногой легиона и Американский Орден «Легион почёта».
10 сентября 1948 года после смерти своего отца Артур Форбс унаследовал титулы 9-го графа Гранарда (Пэрство Ирландии), 9-го виконта Гранарда в графстве Лонгфорд (Пэрство Ирландии), 9-го барона Клэнхью в графстве Лонгофрд (Пэрство Ирландии), 4-го барона Гранарда из Касл-Доннингтона в графстве Лестершир (Пэрство Соединённого королевства) и 10-го баронета Форбса из замка Форбс в графстве Лонгфорд (Ирландия)
С 1972 по 1990 год он был директором американской компании Тексако. Лорд Гранард также был директором других компаний, включая Nabisco Group Ltd. и Martini & Rossi.

## Личная жизнь
29 июля 1949 года лорд Гранард женился на Мари-Мадлен Евгении, принцессе Фосиньи-Люсинж (? — 1990), дочери Жана Мореля. Она была первой женой принца Умберта де Фосиньи-Люсинжа (брата принца де Кистрии, оба — потомки короля Франции Людовика IX). Вместе Мари и лорд Гранард жили в Касл Форбс, крупнейшем поместье в графстве Лонгфорд. У супругов было двое дочерей::
- Леди Мойра Беатрис Форбс (род. 2 февраля 1951), в 1971 году она вышла замуж за принца Шарля-Антуана Ламораля де Линь-ла-Тремойль (род. 1946), сына принца Жана Шарля Ламораля из Лин-ла-Тремуйля. Они развелись в 1975 году, и она вышла замуж вторично в 1978 году за Хосе де Геррико Касадо-Састре.
- Леди Джорджина Энн Форбс (род. 19 сентября 1952), владелица международных конкурных лошадей[7].

Граф Гранар скончался в Морже, Швейцария, в 1992 году в возрасте 77 лет. Поскольку у него не было сыновей, ему наследовал его племянник Питер Форбс, 10-й граф Гранард.